# ジョナサン・リッチマン
ジョナサン・リッチマン（Jonathan Richman、1951年5月16日 - ）は、アメリカ合衆国のミュージシャン。ザ・モダン・ラヴァーズの元リーダーにして、ボーカルとギターを担当。ザ・モダン・ラヴァーズ解散後は、ソロとして活動している。

## 来歴
マサチューセッツ州ボストンに住むユダヤ人の一家に生まれ、ネイティックで育った。ヴェルヴェット・アンダーグラウンドに夢中となった10代の頃から作曲を始める。
1970年、ジェリー・ハリスン（後にトーキング・ヘッズに加入）、デヴィッド・ロビンソン（後にカーズに加入）らと、ガレージロック・バンドであるザ・モダン・ラヴァーズを結成する。
1972年から1974年にかけて多数のプロデューサーのもとで「ロードランナー」をレコーディング。同曲はソロ名義、またはザ・モダン・ラヴァーズとして発表された
1978年、メンバーを新たにした新生ザ・モダン・ラヴァーズ（ジョナサン・リッチマン&ザ・モダン・ラヴァーズ）として再デビューを果たす。
1989年にバンドが解散した後は、現在に至るまでソロ・ミュージシャンとして活動を続けている。

## フィルモグラフィ
- 『メリーに首ったけ』 - There's Something About Mary (1998年) ※音楽、出演
- 『ヴォイス・オブ・ヘドウィグ』 - Follow My Voice: With the Music of Hedwig (2006年) ※出演

## ディスコグラフィ

### スタジオ・アルバム

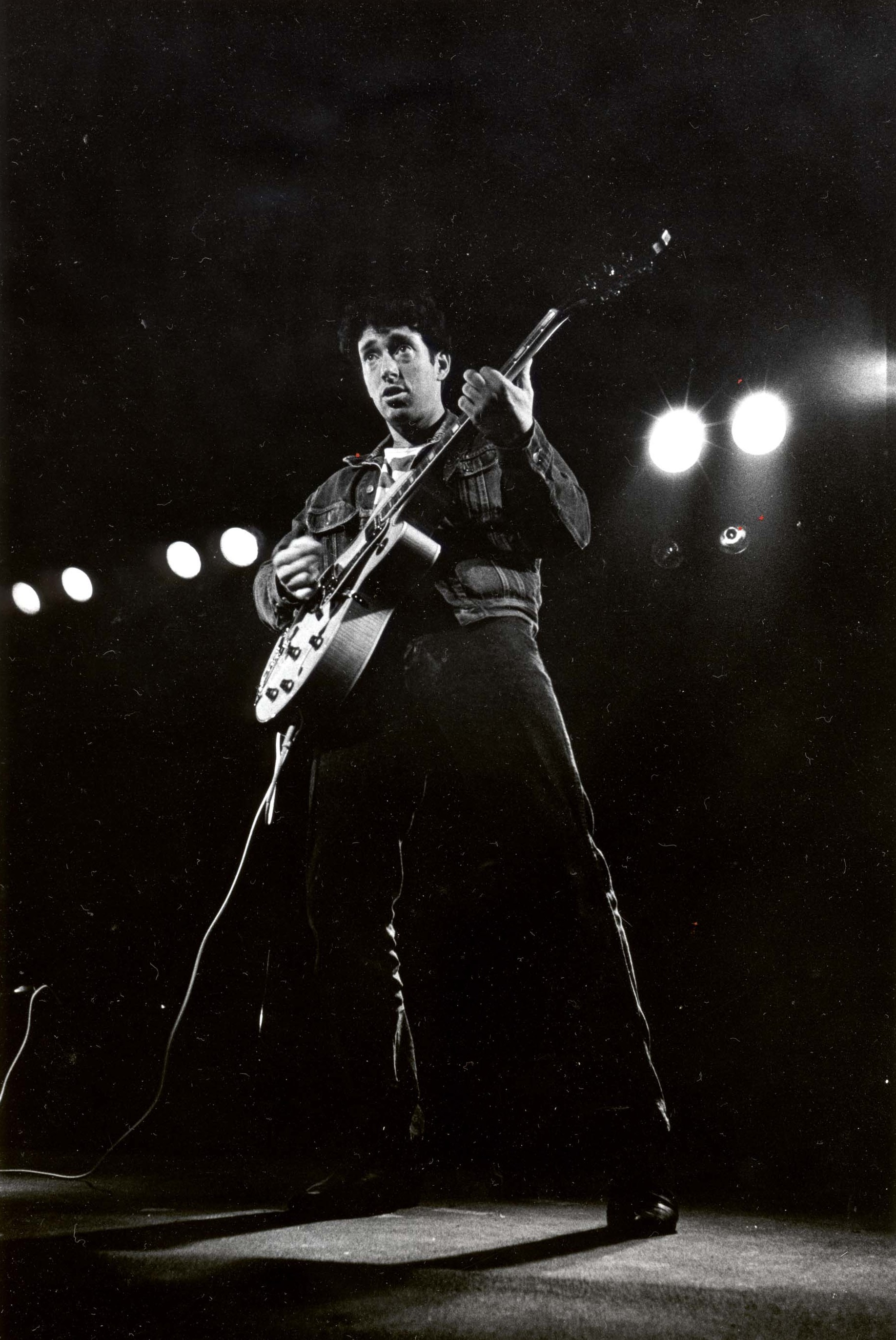
東京公演でのジョナサン・リッチマン（1980年代後半）

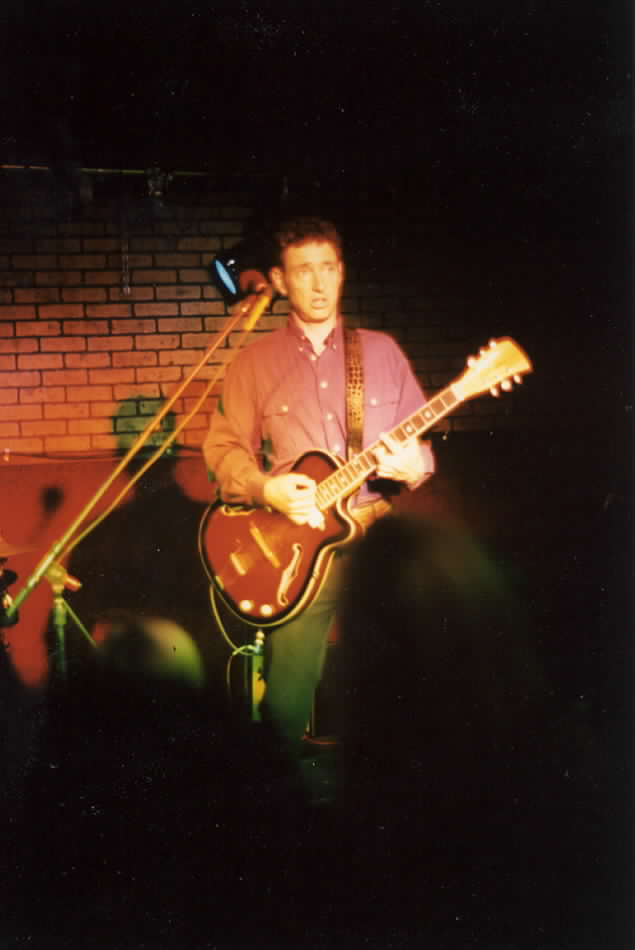
ミシガン州アナーバーにて

- Jonathan Richman (1989年)
- 『僕はアメリカン』 - Jonathan Goes Country (1990年)
- 『パーティをやろう』 - Having a Party with Jonathan Richman (1991年)
- 『アイ、ジョナサン』 - I, Jonathan (1992年)
- 『ジョナサン・シングス・イン・スパニッシュ』 - ¡Jonathan, Te Vas a Emocionar! (1994年)
- 『ユー・マスト・アスク・ザ・ハート』 - You Must Ask the Heart (1995年)
- 『サレンダー・トゥ・ジョナサン』 - Surrender to Jonathan (1996年)
- 『アイム・ソー・コンフューズド』 - I'm So Confused (1998年)
- Radio On/Stop And Shop with the Modern Lovers (2 on 1) (1998年)
- Her Mystery Not of High Heels and Eye Shadow (2001年)
- Not So Much to Be Loved as to Love (2004年)
- Revolution Summer (2007年)
- Because Her Beauty Is Raw and Wild (2008年)
- ¿A qué venimos sino a caer? (2008年)
- O Moon, Queen of Night on Earth (2010年)
- 『イシュコデイ!イシュコデイ!』 - Ishkode! Ishkode! (2016年)
- 『SA (サー)』 - SA (2018年)
- Just A Spark, on Journey From The Dark (2021年)
- Want To Visit My Inner House? (2021年)

### コンピレーション・アルバム
- A Plea For Tenderness (1995年)
- I Must Be King (1998年)
- Egyptian Reggae (2000年)
- An Introspective (2000年)
- Action Packed: The Best Of Jonathan Richman (2002年)
- Vampire Girl (2006年)
- 『ノ・ミ・ケイジョ・デ・ミ・エストレラ』 - No Me Quejo De Mi Estrella (2014年)

### ザ・モダン・ラヴァーズ
- 『ザ・モダン・ラヴァーズ』 - The Modern Lovers (1976年)
- The Original Modern Lovers (1981年)
- 『ライヴ・アット・ザ・ロングブランチ・サルーン』 - Live at the Longbranch Saloon (1992年)
- Precise Modern Lovers Order (1994年)
- 『ライヴ・アット・ザ・ロングブランチ・アンド・モア』 - Live at the Longbranch and More (1998年)

(上記3枚は、同じ3つの1971年から1973年にかけてのパフォーマンスを収めたライブ・アルバムだが、数曲が加えられたり減らされたりしている。最後の2枚を組み合わせると全曲になる)

### ジョナサン・リッチマン&ザ・モダン・ラヴァーズ
- 『ジョナサン・リッチマン&ザ・モダン・ラヴァーズ』 - Jonathan Richman and the Modern Lovers (1976年)
- 『ロックンロール・ウィズ・ザ・モダン・ラヴァーズ』 - Rock 'n' Roll with the Modern Lovers (1977年) ※全英50位[3]
- 『モダン・ラヴァーズ "ライヴ"』 - Live (1977年) ※ライブ
- 『バック・イン・ユア・ライフ』 - Back in Your Life (1979年)
- 『ジョナサン・シングズ!』 - Jonathan Sings! (1983年)
- 『ロッキン・アンド・ロマンス』 - Rockin' and Romance (1985年)
- It's Time For (1986年)
- 『モダーン・ラヴァーズ88』 - Modern Lovers 88 (1987年)
- 『ベスト・オブ・ジョナサン・リッチマン&ザ・モダーン・ラヴァーズ』 - The Best Of Jonathan Richman & the Modern Lovers (1999年) ※コンピレーション